# Pédomorphose
La pédomorphose, ou paedomorphose, appelée aussi juvénilisation ou fœtalisation, est la rétention, à l’âge adulte, de caractères qui ne sont habituellement que transitoires durant la vie fœtale, le stade larvaire ou juvénile .
On distingue deux types fondamentaux :
- Progenèse (ou hypomorphose), qui affecte la durée du développement, avec une apparition précoce de la maturité sexuelle : les adultes ont la morphologie et la taille d'un juvénile.
- Néoténie (ou décélération), qui affecte le rythme du développement par un ralentissement : les adultes ont une taille normale mais présentent des caractères morphologiques juvéniles.

La pédomorphose fait partie, au même titre que la péramorphose, des hétérochronies du développement. Dans la pédomorphose, la décélération et l’hypomorphose aboutissent toutes deux à une morphologie juvénile.